# تركيب نسيجي
التركيب النسيجي (بالإنجليزية: Woven structure)‏ هو وصف لطريقة تعاشق خيوط طولية تسمى خيوط السدى مع خيوط عرضية تسمى خيوط اللحمة لتشكل قماشًا منسوجًا. إن التراكيب النسيجية الرئيسية هي السادة والمبرد والأطلس.

## التراكيب النسيجية الرئيسية

### تركيب السادة
هو أبسط تركيب في أقمشة النسيج

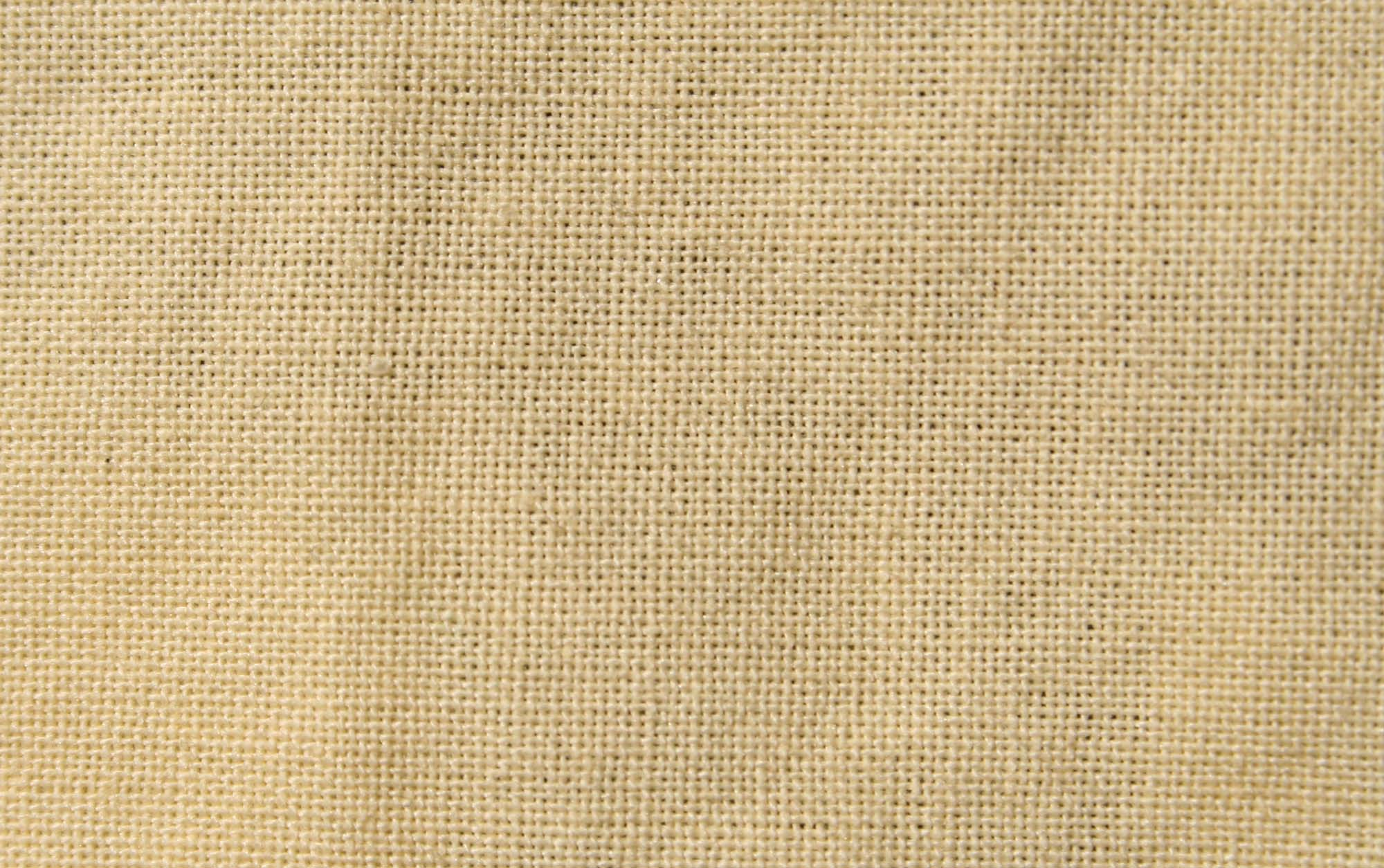
قماش ذو تركيب نسيجي سادة

. للحصول على هذا التركيب يلزمنا خيطي سدى وخيطي لحمة، فيمر خيط اللحمة أولاً فوق خيط السدى الأول وتحت خيط السدى الثاني ويمر خيط اللحمة الثاني تحت خيط السدى الأول وفوق خيط السدى الثاني، وبهذا فهي أبسط تعاشق بين خيوط السدى وخيوط اللحمة. ونستطيع التعرف إلى تركيب السادة بسهولة لتميزه بسطح متجانس، أما تركيب السادة الممتد فيتميز بوجود خطوط طولية وعرضية واضحة. ويتميز تركيب السادة بأنه أكثر التراكيب متانة وأقلها مرونة  إذا قورن مع أقمشة ذات تراكيب مختلفة وبخيوط من النمرة والنوع نفسه. وتكون نسبة التشريب فيها كبيرة. لا تنزلق خيوط السدى واللحمة فيها خارج الحياكة نتيجة الترابط القوي بينها. ومظهر القماش السطحي للوجه يشبه مظهره من الظهر. وتحتاج حياكة السادة إلى درأتين فقط، وفي حالات خاصة إلى أربع درءات عندما تكون الكثافة أكبر من 20 خيطًا/سم. وينسج بهذه الحياكة حوالي 80% من الأقمشة المنسوجة.
ويمكن التعبير عن التركيب النسيجي بواسطة ورقة المربعات، وهي عبارة عن شبكة من المربعات تمثل المربعات الطولية خيوط السدى والمربعات العرضية خيوط اللحمة. عندما يكون خيط اللحمة فوق خيط السدى نمثله بمربع أبيض، وعندما يكون خيط السدى فوق خيط اللحمة نمثله بمربع مظلل.
لكي نرسم نسيج السادة نحتاج إلى ورقة مربعات من 4 مربعات كما في (الشكل 1) حيث نقوم بتظليل المربع 1و4 دلالة على أن خيط السدى فوق خيط اللحمة ونترك 2 و3 بلا تظليل دلالة على أن خيط الحدف فوق خيط السدى لينتج لدينا (الشكل 2) وفي حال كررنا ورقة المربعات أكثر من مرة نحصل على المظهر السطحي المنسوج (كما في الشكل 3).

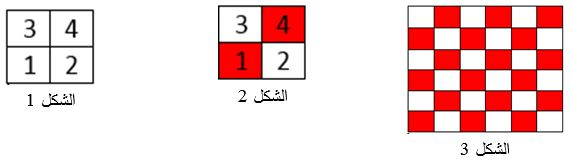
الشكل1و2و3

ويوجد نوعان من نسيج السادة الأول يدعى النسيج السادة المتوازن حيث تكون معظم مجموعة النسيج السادة متوازنة. في هذه المجموعة تكون نمرة خيوط السدى واللحمة تقريبا متساوية. تسمى الأقمشة ذات التركيب النسجي السادة بأسماء متنوعة بحسب وزن النسيج وبنية الخيوط المستخدمة، وتأثير النسج الملون، والإنهاء. من هذه الأسماء: باتيست (Batiste) وباكرام (باكرام) وكاليكو (Calico) وكامبريك (Cambric) وقماش قنب (Canavas) وشالي (Challis) وشمبراي (Chambray) وقماش الجبنة (Cheesecloth) وكراش (Crash) وكريب الصين (كريب (نسيج)) وكريتون (Cretonne) وكرينولين (كرينولين) وقماش دك (Cotton duck) وقماش فلانل (Flannel) وشبيكة (شاش) وجورجيت (Georgette) وغنغهام (Gingham) ولاون (Lawn) وموسلين وأورغاندي (Organdy) وبركال (بركال) وبليسه (Plissé) وسير سكر (Percale) وشيت (ملاءة) وفوال (قماش فوال).

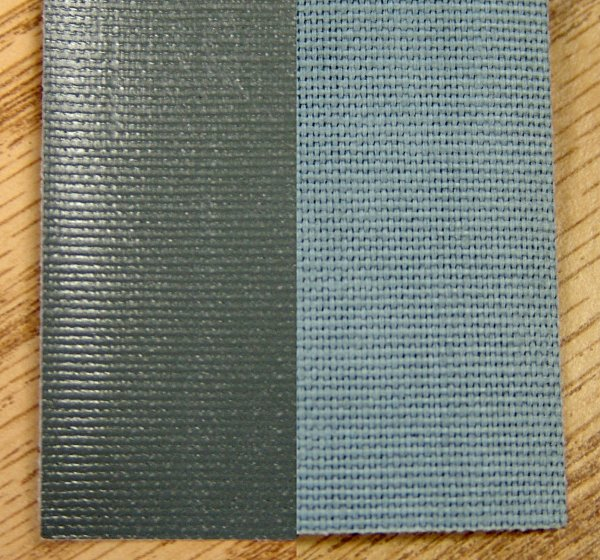
قماش الباكرام يمكن أن يكون عاتم أو مضيء.
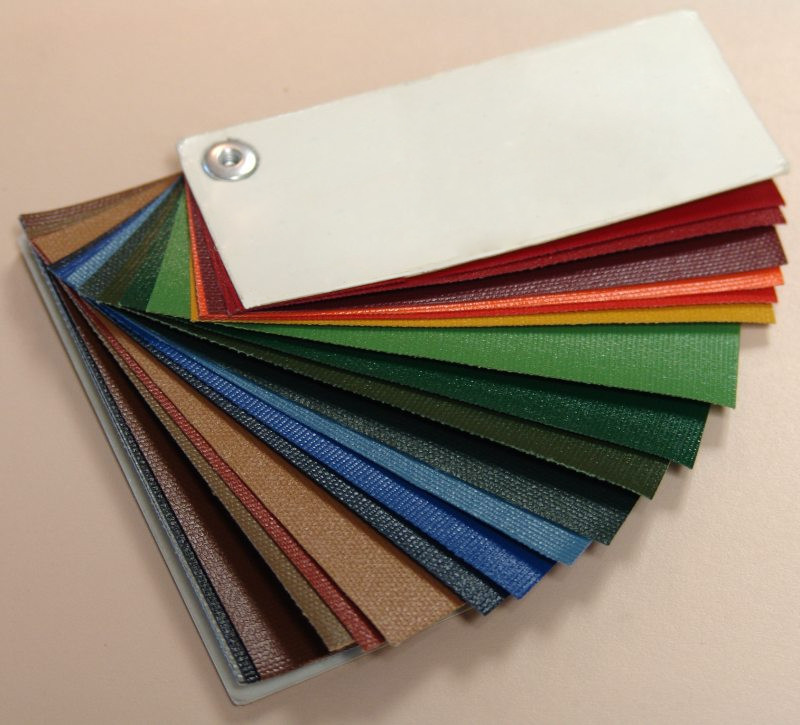
قماش الباكرام متوفر بعدة ألوان.
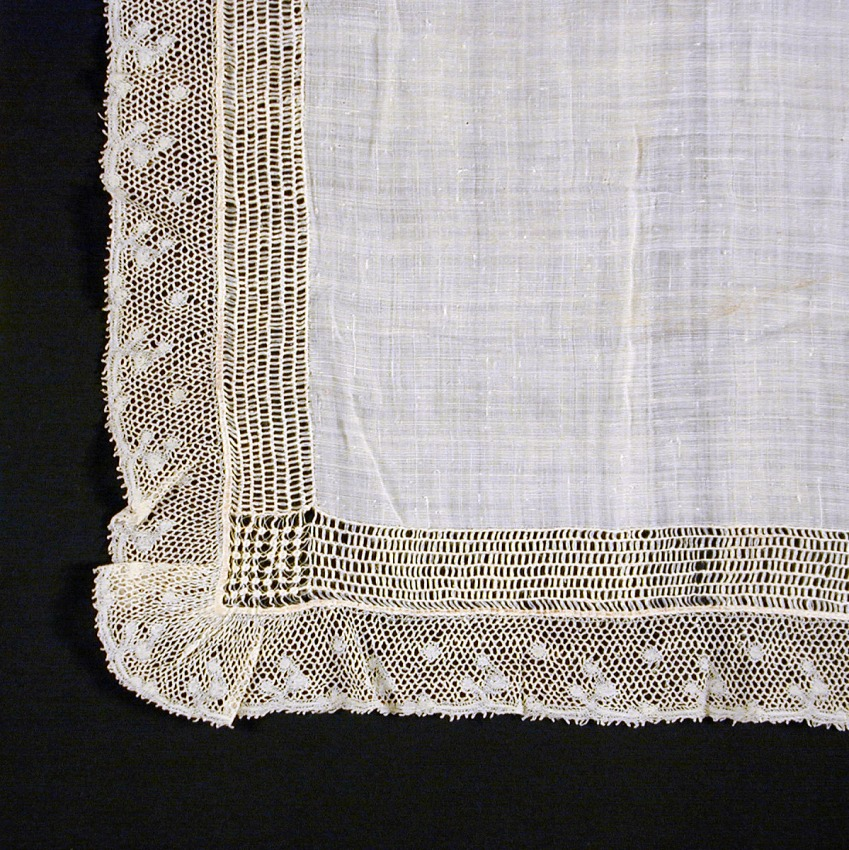
منديل من الكتان بحياكة باتيست مع حشوات تطريز، صنع في ألمانيا أو في سويسرا، في القرن التاسع عشر.
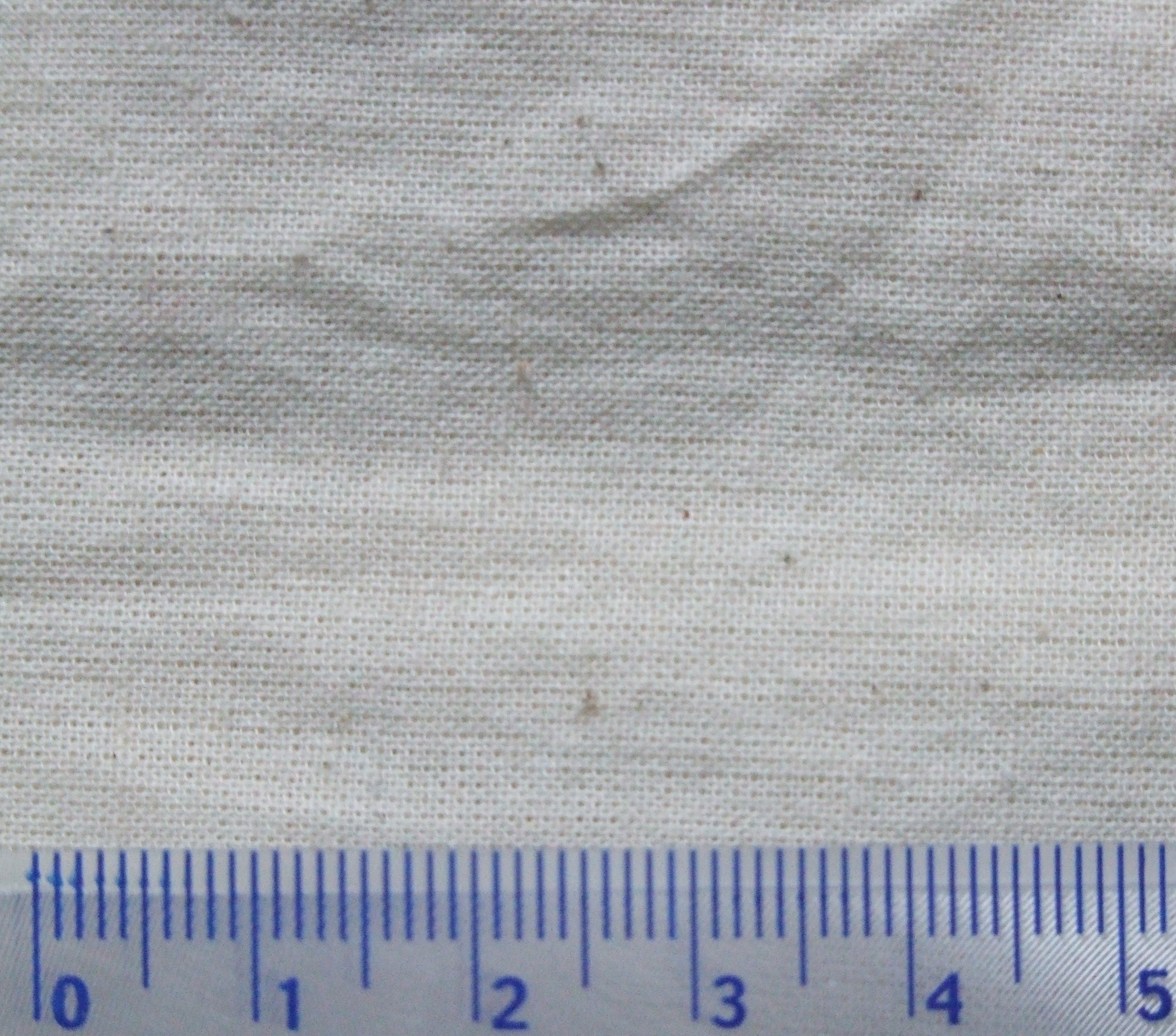
قطعة من قماش الكاليكو مستخدمة في حقيبة تسوق.
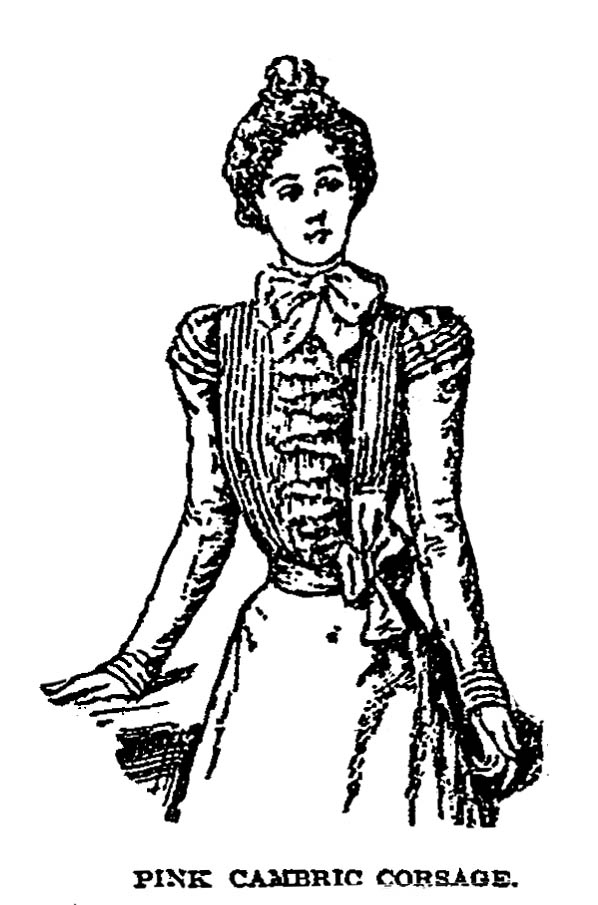
صدر الفستان من قماش الكامبريك الزهري،عام 1898م.
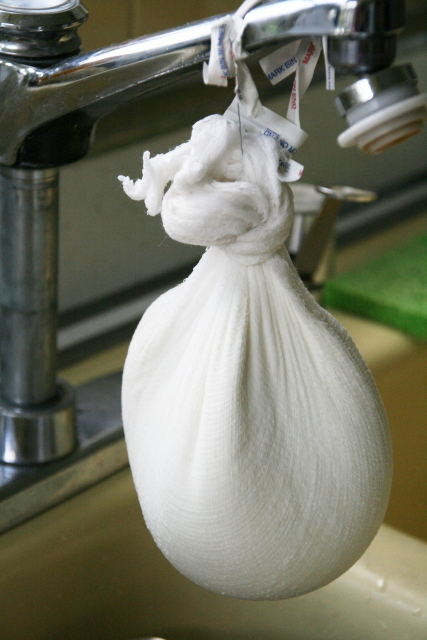
الجبن يعلق في قماش الجبنة لسحب المصل، هذه العملية هي جزء من صناعة الجبن.
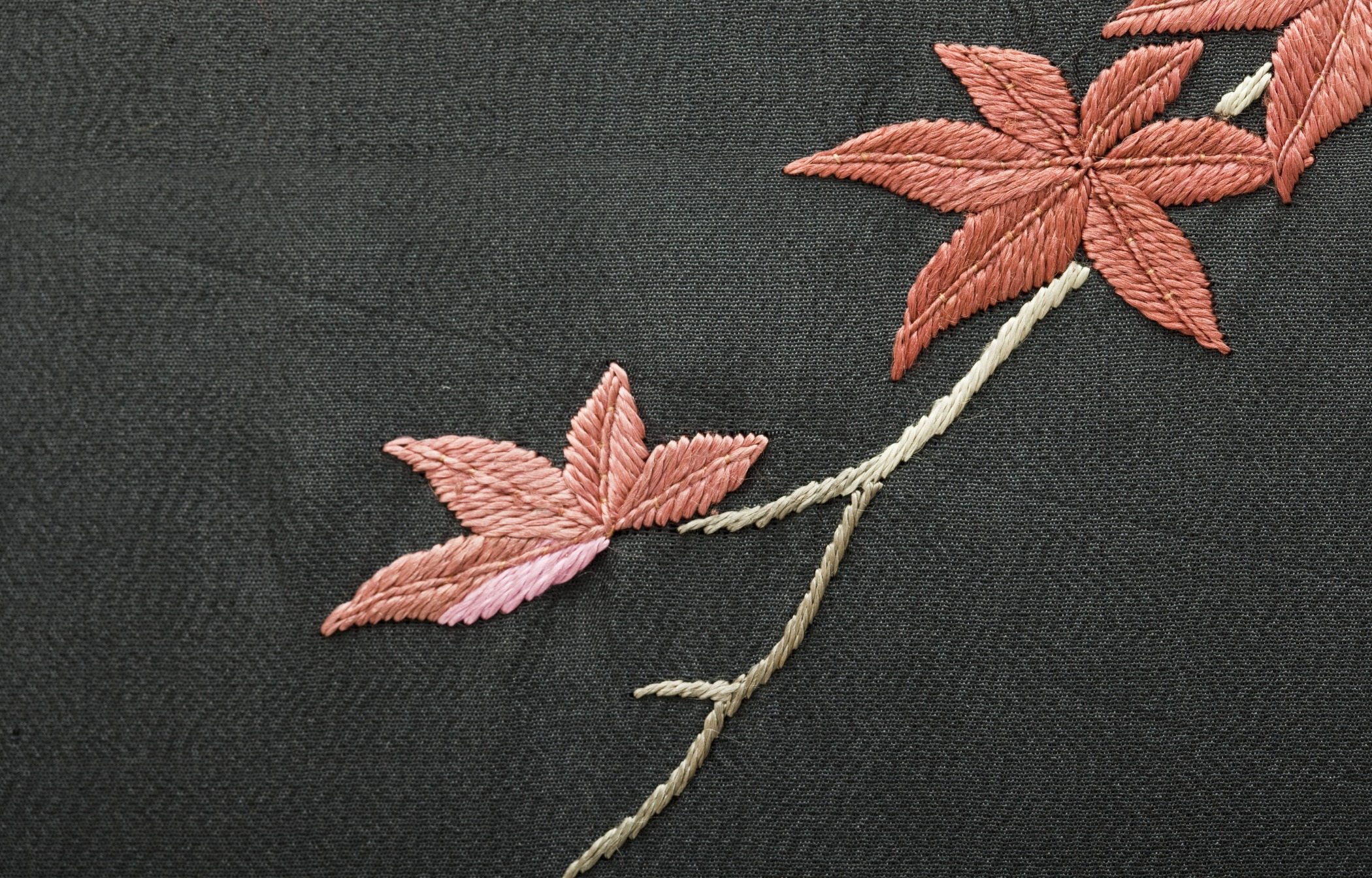
قطعة من كيمونو ياباني مصنوعة من الحرير وبحياكة كريب الصين.
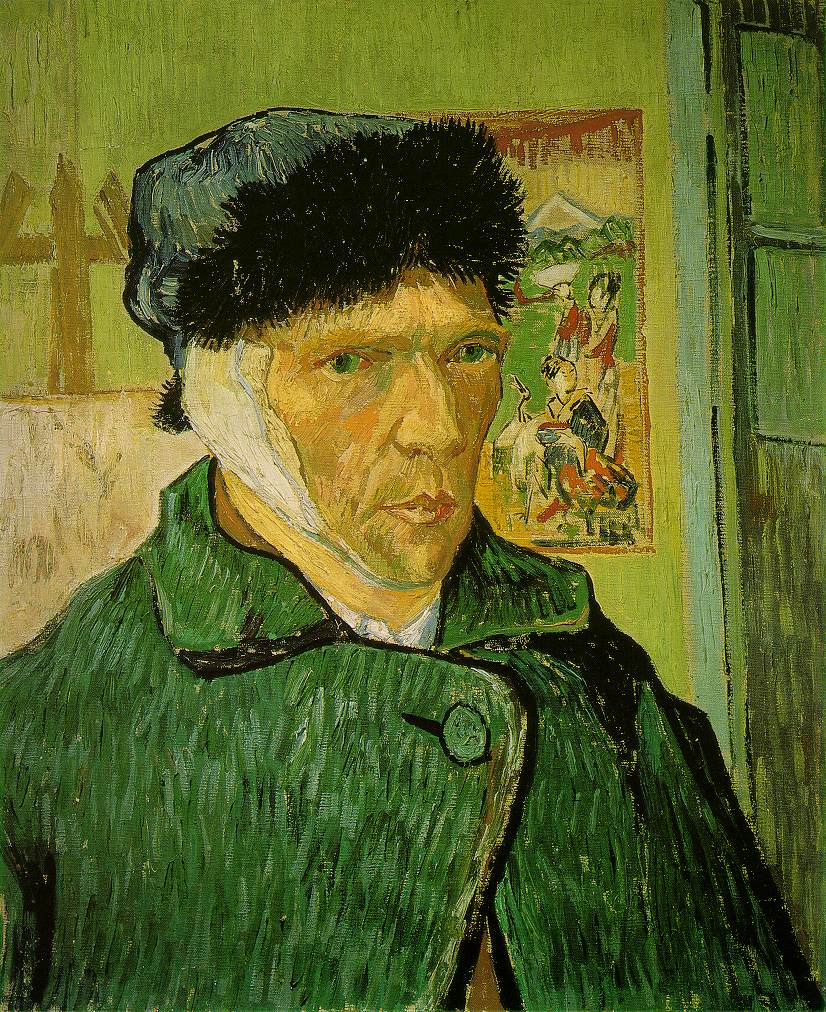
فان جوخ يرتدي معطف مصنوع من قماش قطن دك.
رسم تخطيطي لحركة خيوط اللحمة والسدى لقماش الشبيكة (شاش).
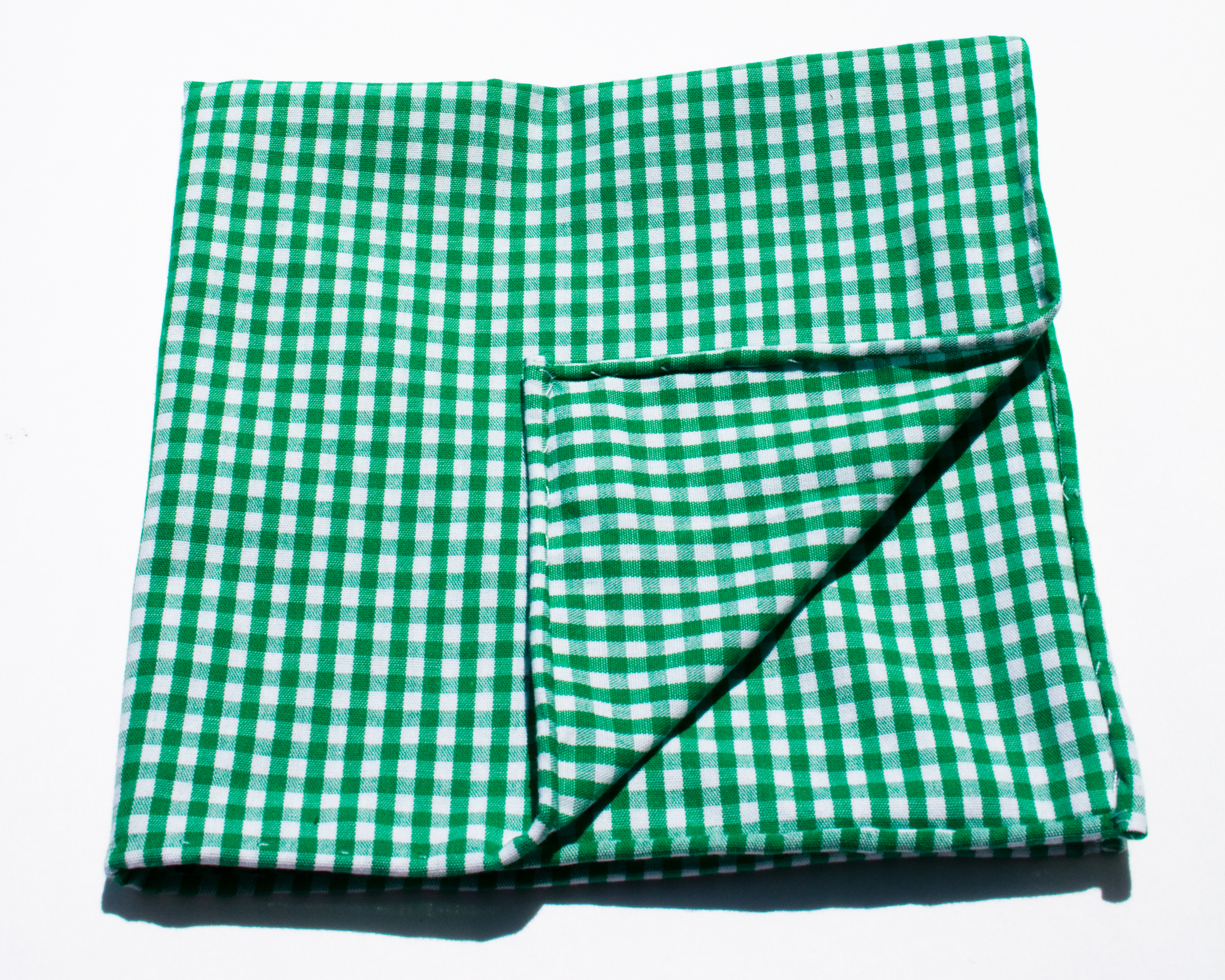
قماش الغنغهام بتقاطعات بيضاء وخضراء(Gingham).
لوحة لماري انطوانيت بثوبها الشهير من الموسلين، عام 1783م.
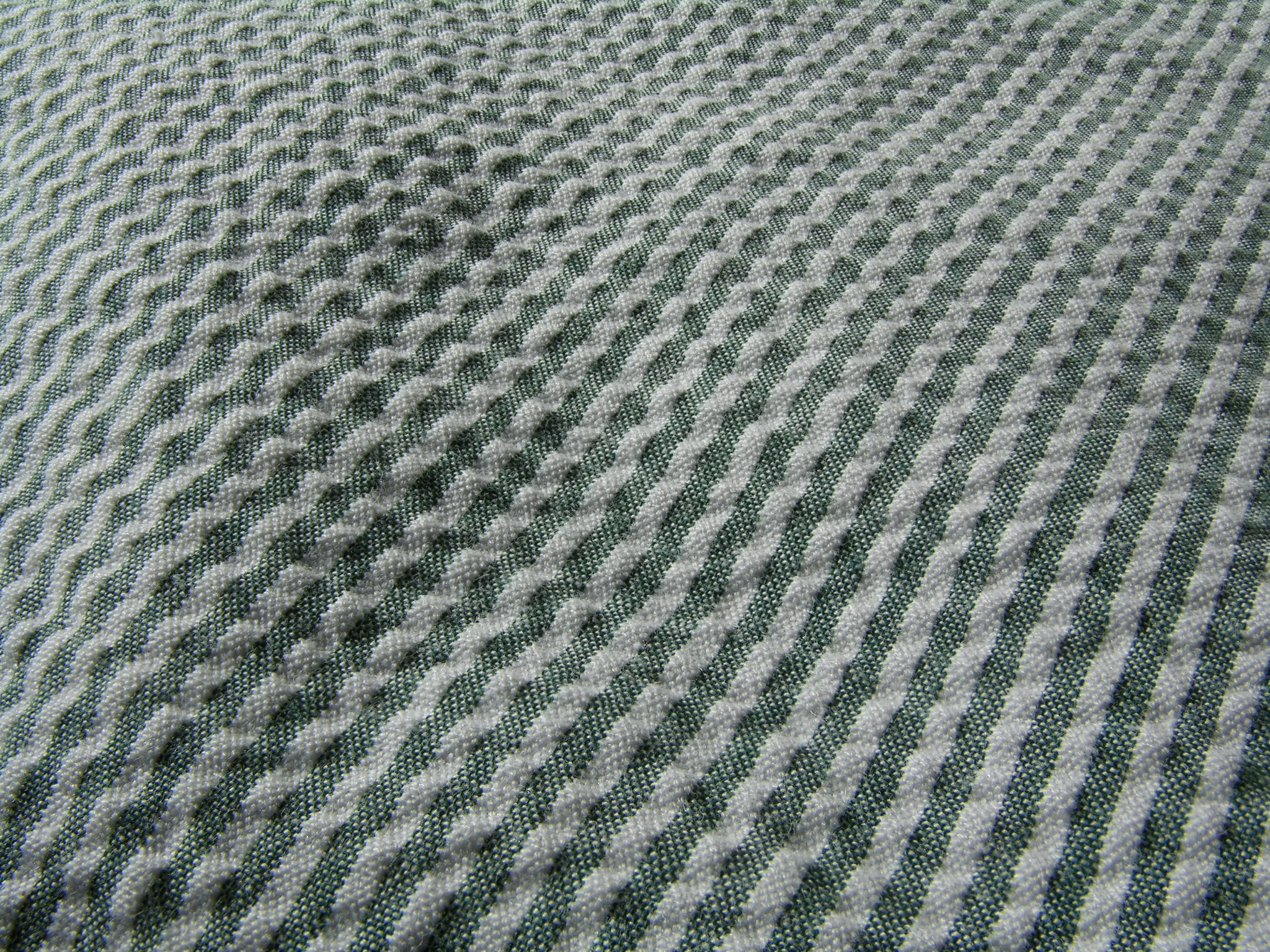
قماش مقلم بالأبيض والأخضر من السير سكر (Percale).
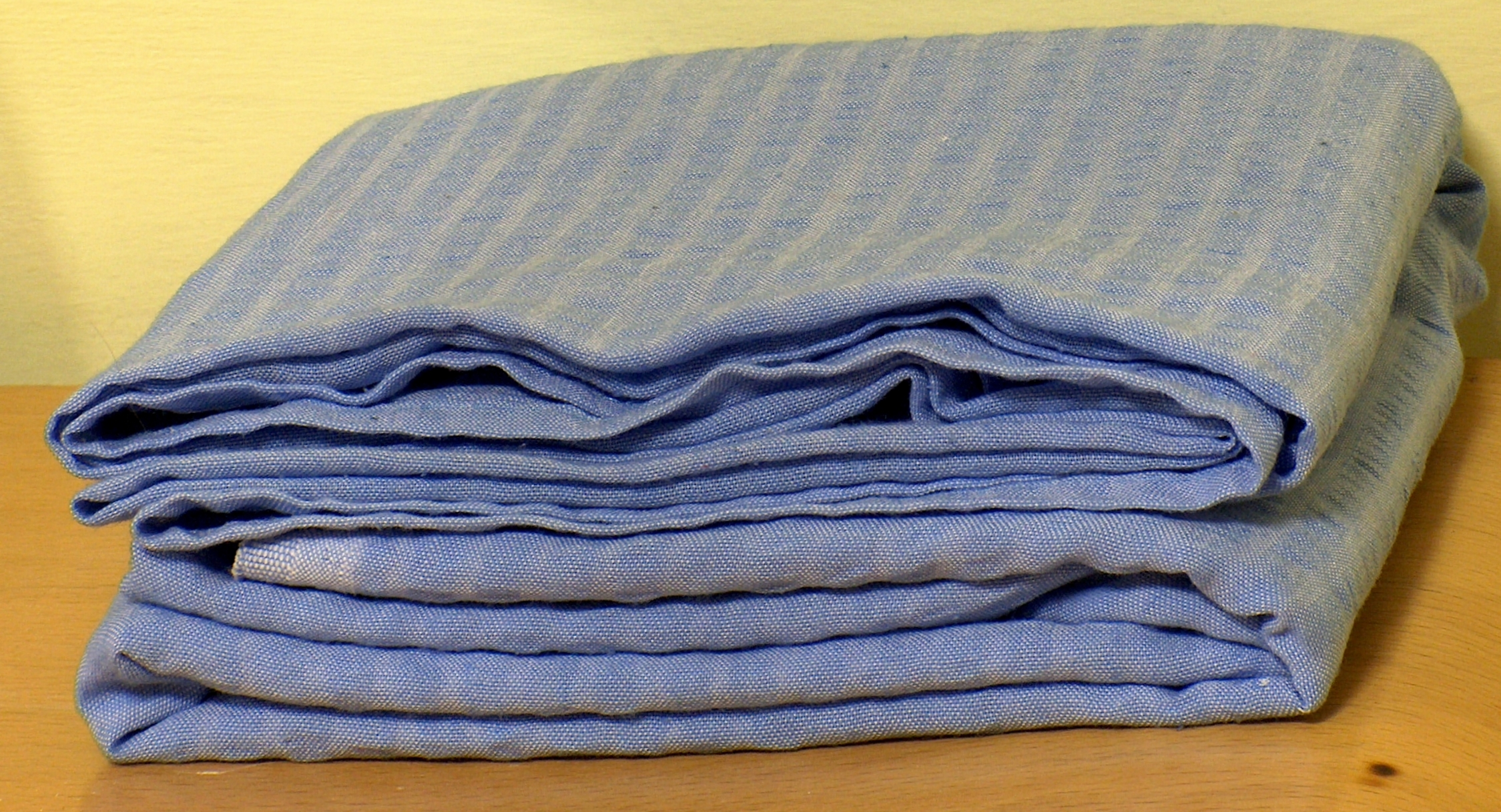
قماش شيت (ملاءة) أزرق.
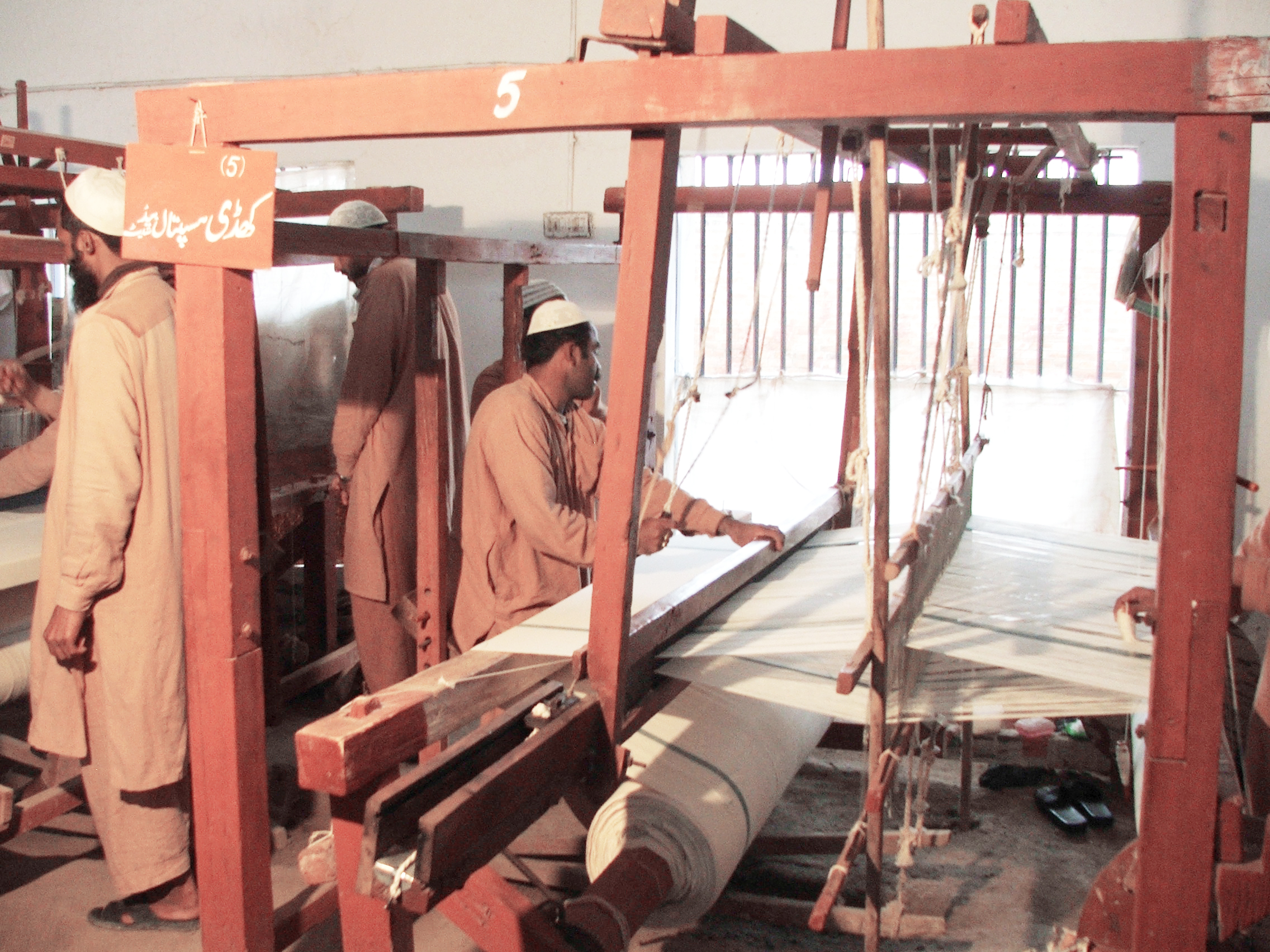
نساجون يعملون على نسج قماش الشيت على نول تقليدي في باكستان، في عام 2010م.
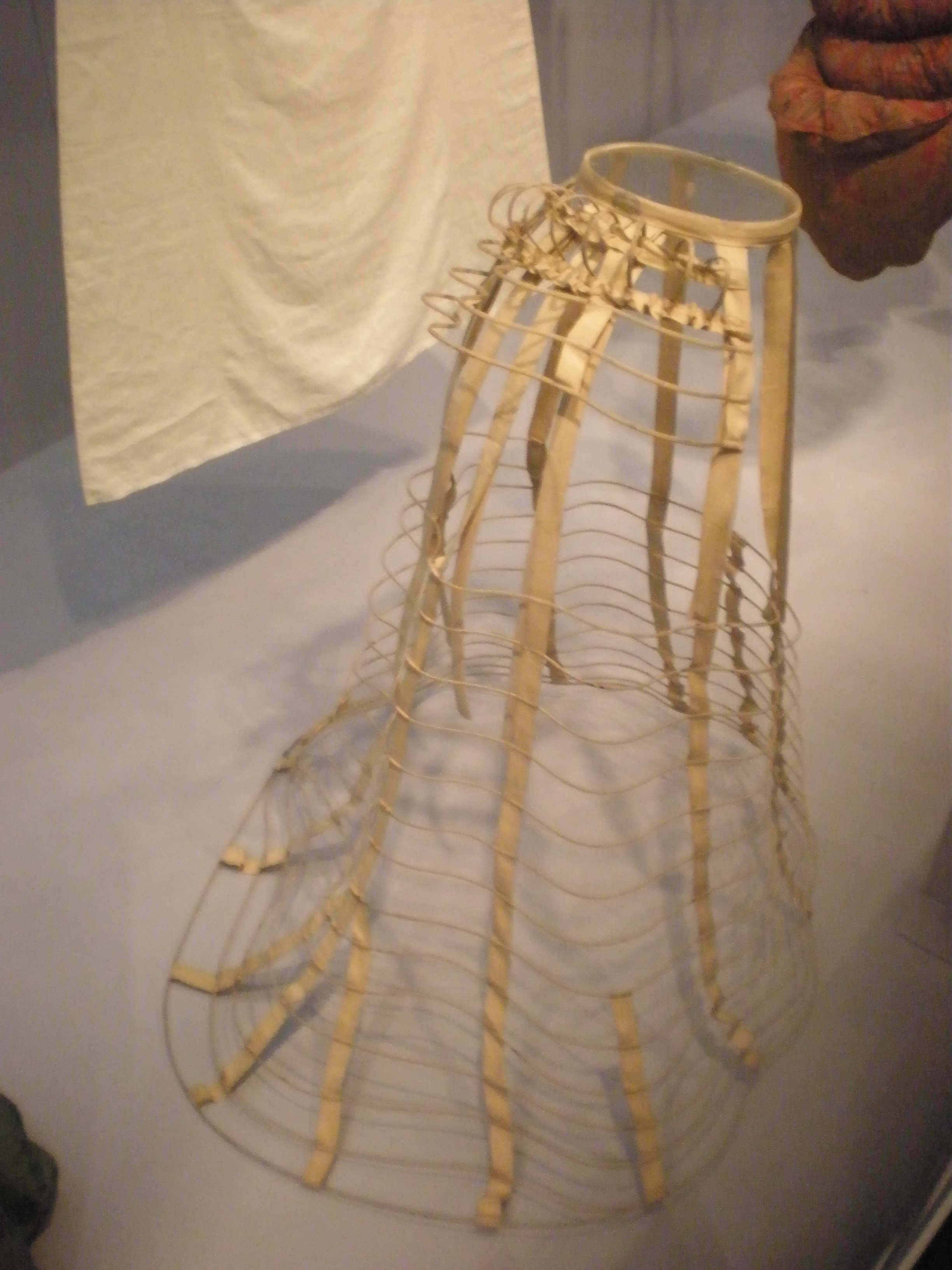
استحدث قفص لتدعيم "التنانير" من قماش الكرينولين (كرينولين)، في عام 1868م.

والثاني يدعى النسيج السادة غير المتوازن تتسم الأقمشة ذات التركيب النسيجي السادة غير المتوازن، وتسمى أيضا بالقماش المضلع، بوجود عروق على عرضه تظهر بارزة على وجه القماش وظهره على نحو متكافئ. ومن الأسماء الخاصة للأقمشة ذات النسيج السادة غير المتوازن: قماش خفيف (Broadcolth) وقماش بوبلين (بوبلين) وقماش تافتاه (Taffeta) وقماش فاي (Faille) وقماش ريب (Repp) وقماش غروغران (Grosgrain) وقماش بنغالين (قماش بنغالين) وقماش عثماني (ottman).

### تركيب المبرد

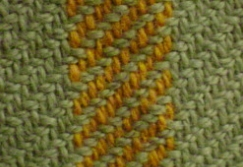
نسيج مبرد، يمكن تمييزه بسهولة من خطوطه المائلة.

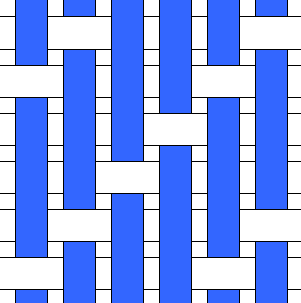
مبرد 3/1 يستعمل في قماش الجينز

عندما يمر خيط السدى أو اللحمة فوق أو تحت خيطين أو أكثر ينشأ لدينا ما يسمى التشويف، ويظهر التشويف على نحو واضح في تركيب المبرد. وللحصول على هذه الحياكة يلزمنا 3 خيوط لحمة و3 خيوط سدى. ويتميز تركيب المبرد بظهور خطوط مائلة على سطحه تجعل تمييزه سهلاً، وتتميز أقمشة المبرد بأنها أكثر سماكة وأثقل وأكثر دفئًا من أقمشة السادة، وبسبب التشويف تصبح أكثر نعومة وأكثر مرونة وطراوة من أقمشة السادة المصنعة من الخيوط والنمرة نفسها. سطحي القماش المنسوج يختلفان عن بعضهما بسبب عدم تساوي عدد مرات ظهور خيوط السدى مع مرات ظهور خيوط اللحمة على السطح. وحياكة المبرد تحتاج إلى ثلاث درءات على الأقل.
ولرسم المبرد نقوم بجمع البسط والمقام ونقوم بتشكيل ورقة المربعات بحسب العدد الناتج ثم نرسم خطًا مائلاُ بزاوية 45° ثم نقوم بوضع علامات الحياكة عند خيط اللحمة الأول ثم نتقدم بمقدار مربع واحد حسب اتجاه الخط المائل ونضع علامات الحياكة عند خيط اللحمة الثاني وهكذا حتى ينتهي رسم المبرد، (مثال المبرد 1/2 الشكل 4).
ومن الأمثلة على أقمشة المبرد: قماش شينو [الإنجليزية] وقماش دريل [الإنجليزية] ودنيم وغبردين وتويد وقماش سرج [الإنجليزية].

### تركيب أطلس (ساتان)

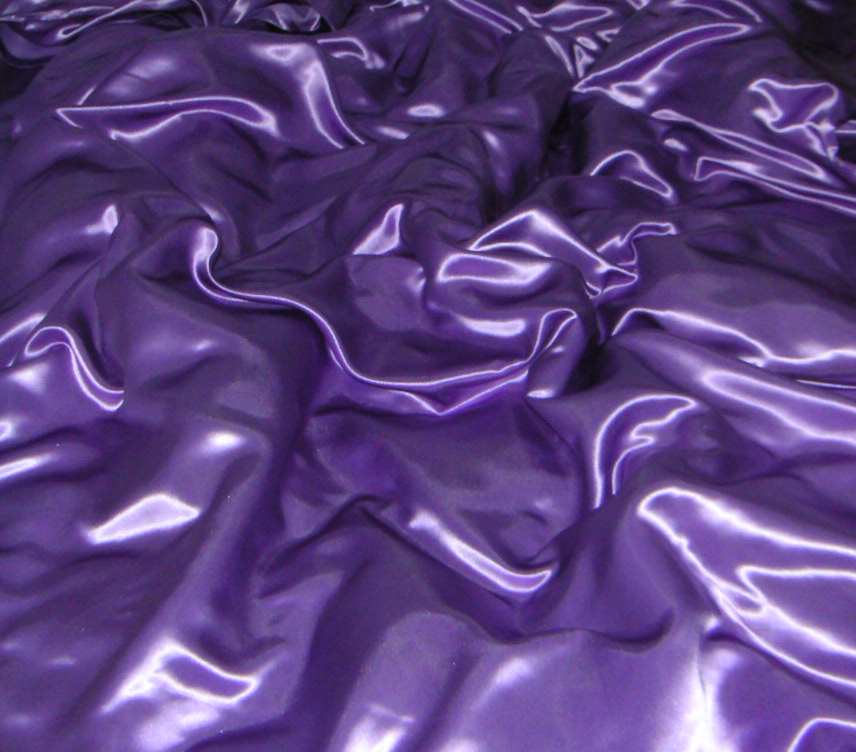
يتميز نسيج أطلس بلمعانه وانسداليته

في هذا النوع من التراكيب يمر خيط واحد فوق عدد كثير من الخيوط على سطح القماش، فإذا كانت خيوط اللحمة هي الظاهرة على سطح القماش يدعى القماش بأطلس لحمة (بالإنجليزية: Sateen)‏، وإذا كانت خيوط السدى هي الظاهرة على السطح يدعى القماش بأطلس السدى (بالإنجليزية: Satin)‏. وللحصول على هذا التركيب يلزمنا 4 خيوط سدى و4 خيوط لحمة على الأقل. سطح أقمشة الأطلس تتميز بأنها ناعمة ولماعة، وسبب اللمعان يعود إلى قلة نقاط التعاشق بين خيوط السدى واللحمة. وتكون أقمشة الأطلس أقل متانة وأكثر مرونة بسبب قلة نقاط التعاشق بين خيوط السدى واللحمة من الحياكات السابقة (المبرد والسادة) لنفس الخيوط المستعملة بالنمرة نفسها. وتكون نسبة التشريب فيها قليلة. ومظهر القماش السطحي للوجه لا يشبه مظهره من الظهر حيث إذا اعتبرنا أن القماش منسوج من خيطين بلونين مختلفين سنجد أنه عندما يظهر اللون الأول على وجه القماش يكون ظهر القماش باللون الآخر. وحياكة الأطلس تحتاج إلى أربع درأات على الأقل.
لرسم الأطلس نقوم برسم ورقة المربعات بقياس تكرار الأطلس X ثم نسجل الأرقام التي يتألف منها الأطلس من 1 حتى X نحذف الرقم الأول والأخير وما قبل الأخير ثم نحذف الأرقام التي تقبل القسمة أو الاختصار مع قياس تكرار الأطلس. وباقي الأرقام هي الإمكانيات المتاحة لرسم الأطلس إما باتجاه السدى أو اللحمة. نضع علامة على المربع السفلي اليساري ثم نضع العلامات  كما في المثال التالي:
الساتان 5 نكتب الأرقام 1,2,3,4,5 نحذف الرقم الأول والأخير وما قبل الأخير يتبقى لدينا 2,3. ونستطيع استعمال هذين الرقمين في رسم الأطلس 5 كما في الصورة الموضحة جانباً

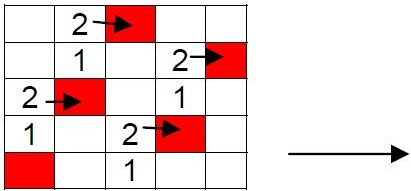
أطلس سدى 5 انتقال 2 باتجاه السدى
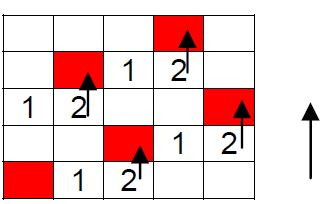
أطلس سدى 5 انتقال 2 باتجاه الحدف
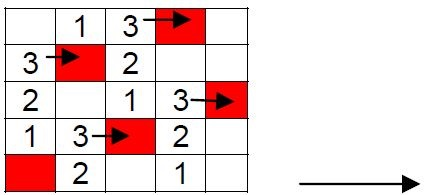
أطلس سدى 5 انتقال 3 باتجاه السدى
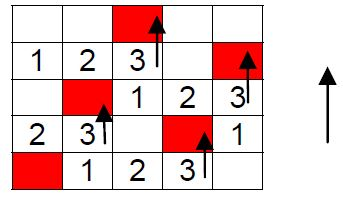
أطلس سدى 5 انتقال 3 باتجاه الحدف
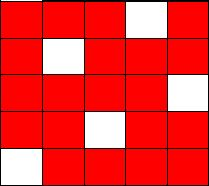
أطلس لحمة 5 انتقال 2 باتجاه الحدف أو انتقال 3 باتجاه السدى
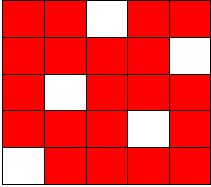
أطلس لحمة 5 انتقال 3 باتجاه الحدف أو انتقال 2 باتجاه السدى

## اقرأ أيضاً
- منسج دوبي
- منسج جاكارد
- منسج هاترسلي
- منسج روبرتس
- قماش بنغالين
- قماش باكرام
- قماش بوبلين
- نسيج سادة